# انتخابات سراسری مونتسرات (۲۰۱۹)

نقشه مناطق رأی‌گیری

انتخابات سراسری مونتسرات (انگلیسی: 2019 Montserratian general election) در ۳۰ سپتامبر برای برگزیدن ۹ کرسی مجلس قانونگذاری برگزار می‌شود.

## نظام انتخاباتی
مجمع قانونگذاری مونتسرات دارای ۱۱ عضو می‌باشد که ۹ نفر برای قرار گرفتن در مجلس انتخاب می‌شوند. دو کرسی باقیمانده ویژه دادستان کل و وزیر دارایی می‌باشد. این قلمرو دارای یک حوزه انتخابیه نه عضوی مجلس قانگذاری است که رای‌دهندگان در اوراق رای خود می‌توانند اسامی ۹ نامزد را ثبت کنند.